# IM+
IM+ je označení software pro instant messaging v zařízeních PDA.
Nejpoužívanější produkt v této kategorii, IM+ Mobile Instant Messenger (od SHAPE Services GmbH), podporuje protokoly MSN, ICQ, AIM/iChat, Yahoo!, Jabber a Google Talk. Provozován může být na platformách BlackBerry, PalmOS, Windows Mobile, Symbian OS, J2ME a i-mode. Ke komunikaci používá technologii GPRS.